# Nora Jenčušová
Nora Jenčušová, née le 14 avril 2002 à Spišská Nová Ves est une coureuse cycliste slovaque. Elle participe à des compétitions de cyclisme sur route et sur piste.

## Biographie
Nora Jenčušová s'essaye d'abord au triathlon, ce qui l'amène petit à petit au cyclisme sur route. En 2019, elle est double championne de Slovaquie sur route chez les juniors (moins de 19 ans). En 2020, elle conserve son titre sur le contre-la-montre juniors et décroche cinq titres nationaux sur piste dans la catégorie. En octobre 2020, elle devient championne d'Europe du scratch juniors. Elle signe dans la foulée un contrat professionnel avec l'équipe italienne Bepink.
Dès sa première saison chez Bepink en 2021, elle est championne de Slovaquie du contre-la-montre. Elle remporte le titre de championne de Slovaquie sur route en 2022, ce qui lui permet d'être sélectionnée pour représenter son pays lors des championnats du monde sur route de 2022 à Wollongong, en Australie. Elle abandonne la course en ligne et termine 35e du contre-la-montre individuel. En 2023, Jenčušová réalise le doublé course en ligne et contre-la-montre individuel lors des championnats de Slovaquie élites et espoirs (moins de 23 ans). Elle se classe ensuite quatrième du championnat d'Europe et sixième du championnat du monde du contre-la-montre espoirs. 
En 2024, elle est sacrée championne du monde universitaire sur route et une nouvelle fois championne de Slovaquie sur route. Elle est sélectionnée pour représenter la Slovaquie lors du contre-la-montre et la course en ligne aux Jeux olympiques de Paris 2024. Elle termine respectivement 25e et 71e. Elle s'illustre particulièrement sur la course en ligne, en étant échappée plus de 90 kilomètres. Grâce à ses performances aux championnats du monde universitaires, elle est nommée sportive de l'année par l'Association sportive universitaire slovaque (ASU) le 28 novembre 2024 à Bratislava.

## Palmarès sur route

### Par années
- 2019
  -  Championne de Slovaquie du contre-la-montre juniors
  -  Championne de Slovaquie sur route juniors
- 2020
  -  Championne de Slovaquie sur route juniors
- 2021
  -  Championne de Slovaquie du contre-la-montre
- 2022
  -  Championne de Slovaquie du contre-la-montre
  -  Championne de Slovaquie sur route
- 2023
  -  Championne de Slovaquie du contre-la-montre
  -  Championne de Slovaquie sur route
  -  Championne de Slovaquie du contre-la-montre espoirs
  -  Championne de Slovaquie sur route espoirs
  - 4e du championnat d'Europe du contre-la-montre espoirs
  - 6e du championnat du monde du contre-la-montre espoirs
- 2024
  -  Championne du monde universitaire sur route
  -  Championne de Slovaquie sur route
  -  Médaillée d'argent du championnat du monde universitaire du critérium
  -  Médaillée de bronze du championnat du monde universitaire du contre-la-montre
  - 8e du championnat du monde du contre-la-montre espoirs
- 2025
  - 2e du championnat de Slovaquie du contre-la-montre
  - 3e du championnat de Slovaquie sur route

### Résultats sur les grands tours

#### Tour d'Italie
2 participations :
- 2024 : 90e
- 2025 : 100e

#### Tour d'Espagne
3 participations : 
- 2023 : 98e
- 2024 : 90e
- 2025 : 103e

### Classements mondiaux
| Année                                 | 2021 | 2022 | 2023 | 2024 |
| ------------------------------------- | ---- | ---- | ---- | ---- |
| Classement UCI                        | 184e | 178e | 146e | 244e |
| UCI World Tour                        | nc   | 192e | nc   | nc   |
|                                       |      |      |      |      |
| Légende : nc = non classéSource : UCI |      |      |      |      |

## Palmarès sur piste
- 2020
  -  Championne d'Europe du scratch juniors
  -  Championne de Slovaquie du 500 mètres juniors
  -  Championne de Slovaquie de poursuite juniors
  -  Championne de Slovaquie de course aux points juniors
  -  Championne de Slovaquie du scratch juniors
  -  Championne de Slovaquie d'omnium juniors
- 2021
  -  Championne de Slovaquie de course à l'américaine (avec Alžbeta Bačíková)